# Academia Moguila de Kiev
A Academia Moguila de Kiev (em latim: Academia Kiioviensis Mohileana; em ucraniano:  Києво-Могилянська академія; em russo:  Киево-Могилянская академия) foi uma instituição histórica de ensino superior em Kiev, que existiu com esse nome de 1701 a 1817 (de 1631 a 1701 - como Collegium Moguila de Kiev). O fundador do colégio foi o Metropolita de Kiev, Pedro Moguila. A primeira menção do colégio em documentos diplomáticos internacionais está registrada no Tratado de Zboriv de 9 de agosto de 1649.
Várias instituições modernas de ensino superior reivindicam a sucessão da Academia Moguila de Kiev, entre elas principalmente a Universidade Nacional "Academia Moguila de Kiev", bem como a Academia Teológica de Kiev e Seminário da Igreja Ortodoxa Ucraniana e a Academia Teológica Ortodoxa de Kiev da Igreja Ortodoxa da Ucrânia.